# Stichillus adamsi
Stichillus adamsi är en tvåvingeart som först beskrevs av Charles Thomas Brues 1924.  Stichillus adamsi ingår i släktet Stichillus och familjen puckelflugor. Inga underarter finns listade i Catalogue of Life.